# Komm in den Garten
Komm in den Garten ist ein Dokumentarfilm des DEFA-Studios für Dokumentarfilme GmbH aus dem Jahr 1990.

## Handlung
Im Jahr 1990 treffen sich drei Freunde, um auf dem ehemaligen Grenzstreifen der Berliner Mauer zu picknicken. Während sie sich es auf einer Decke bequem machen, wird im Hintergrund ein ehemaliger Wachturm abgerissen. Die Freunde kennen sich schon mehrere Jahre und jeder hatte seine Probleme in der DDR.
Michael hat in Moskau fünf Jahre Wirtschaftswissenschaften studiert, war kurz vor dem Abschluss und fand den neuen pluralistischen Sozialismus in Chile überzeugend. Die Genossen fanden diese Einstellung nicht richtig, aber Michael erklärte, davon nicht abzurücken. Deshalb wurde er exmatrikuliert und in die DDR zurückgeschickt. Hier begann er an der Hochschule für Ökonomie ein neues Studium, welches er nach 3 Jahren erfolgreich beendete. Da es aber auf seiner neuen Arbeitsstelle in der Akademie wieder Probleme gab, wurde er dort entlassen. Während eines Besuchs in Karl-Marx-Stadt warf er einen Schneeball auf das dortige Karl-Marx-Denkmal, dafür verhörte man ihn stundenlang. Seine Frau lernte er kennen, als diese mit einer Gruppe Leipziger Mädchen vor seiner Berliner Wohnung stand, da sie gehört hatte, dass man dort günstig übernachten kann. Seinen Lebensunterhalt verdiente er sich mit dem Bau von Lampenschirmen.
Alfred war stellvertretender Chefredakteur der Wochenpost. Als er begann sich eigene Gedanken über den Journalismus in der DDR zu machen und versuchte, diese in seinen Artikeln unterzubringen, bekam er Ärger mit seinen Genossen in der SED. Da er das alles nicht mehr verarbeiten konnte, suchte er Hilfe im Alkohol. Nach dem Ausschluss aus der Partei wurde er auch von seinem Betrieb, dem Berliner Verlag, entlassen. Viele Versuche eine neue Arbeit zu finden, schlugen fehl, wenn die neuen Betriebe seine Kaderakte erhielten. Bei einer zeitweiligen Beschäftigung als Straßenfeger in der Berliner Friedrichstraße lernte er seine langjährige Bekannte kennen. Diese war auch stark dem Alkohol zugetan, was dem gemeinsamen Leben nicht gut bekam. Mehrere Jahre verbrachte er in einer Nervenheilanstalt.
Dieter war ein begabter Maler und Zeichner, der sich nicht vom Staat vorschreiben lassen wollte, wann er was zu tun und zu lassen hat. Er wollte eben dann arbeiten, wann er Lust dazu hatte und nicht wann er sollte. Durch die vielen Gummiparagrafen der DDR-Gesetze kam er immer wieder ins Gefängnis, insgesamt zehn Jahre. In den Gefängnissen wurde er von den Mitgefangenen in Ruhe gelassen und hatte einen gewissen Freibrief, da er gut tätowieren konnte. Zur Zeit der Filmaufnahmen bereitet er sich gerade auf die Hochzeit mit einer jungen Frau aus Moskau vor. Sein Geld verdient er mit dem Malen von Bildern auf Bestellung.

## Produktion
Der Film wurde unter dem Arbeitstitel Flaschen, Lumpen und Papier in Farbe gedreht und hatte am 22. Dezember 1990 Premiere. Die Filmemacher und die Porträtierten kannten sich zum Teil schon vor dem Beginn der Dreharbeiten.

## Kritik
Attila Weidemann schrieb in der taz: „In dieser Tragikomödie wird das Scheitern einzelner und einer ganzen Gesellschaft gezeigt, aber trotzdem humorvoll behandelt. Die Komik, die der Sache innewohnt, wird belassen, und von den Hauptdarstellern und durch die Montage herausgearbeitet.“
Das Lexikon des internationalen Films bezeichnet den Film als ein vor allem thematisch interessantes Porträt, das teilweise etwas selbstgefällig wirkt und manchmal die Grenzen der „Vorführbarkeit“ seiner Personen überschreitet.

## Auszeichnungen
- 1990: 33. Internationale Leipziger Filmwoche für Dokumentar- und Animationsfilm: Silberne Taube
- 1990: 33. Internationale Leipziger Filmwoche für Dokumentar- und Animationsfilm: Preis des Interessenverbandes Filmkommunikation Findling
- 1991: 6. Internationales Dokumentarfilmfestival München: Lobende Erwähnung